# Hotel (pilotaflevering)
Hotel is de proefaflevering van de televisieserie Hotel. Gezien de verlengde speelduur van 100 minuten wordt de aflevering dikwijls gezien en uitgezonden als televisiefilm. James Brolin, Connie Sellecca, Bette Davis en Morgan Fairchild hebben de hoofdrollen.